# Axelle (roman)
 (juillet 2018).
Axelle est le treizième roman de Pierre Benoit, paru en 1928 chez Albin Michel. Il a été réédité au Livre de Poche en 1963, N°117/118 de la collection.

## Résumé
Pierre Dumaine est un jeune soldat français qui a été fait prisonnier par les Allemands dès le début de la Grande Guerre. Durant l'hiver 1917, l'Allemagne n'acceptant pas que la France envoie ses prisonniers au Maroc, il est envoyé en camp de « représailles » avec d'autres soldats en province de Prusse-Orientale près de la mer Baltique.
Exempté des tâches physiques attitrées aux soldats, car sous-officier (sergent), et parlant couramment l'allemand, il est envoyé par le directeur du camp chez le pasteur du village pour dactylographier ses homélies dans un recueil. Ingénieur électricien de formation et grâce à ce pasteur, il se retrouve ensuite attitré à la rénovation électrique du château de Reichendorf. Ancien symbole de la région, cette bâtisse n'est plus l'ombre que d'elle-même. Manquant clairement d'entretien, il n'y vit plus que le retraité général Reichendorf, sa belle-fille Axelle, une femme de cuisine ainsi qu'un valet réformé.
Ancien héros de la guerre franco-allemande de 1870 et nostalgique de l'époque, le général Reichendorf possède quatre fils dont trois sont morts au combat en France. Le seul survivant est Dietrich, le promis d'Axelle de Mirrbach.
P. Dumaine devient proche du général en réalisant notamment l'éclairage de dioramas vantant les grandes batailles de l'Allemagne et particulièrement celle de Borny (1870). Ce dernier, contre les mœurs l'époque car Dumaine n'est pas officier, ce qu'il ne manque d'ailleurs pas de rappeler avec de réguliers « pourquoi n'êtes-vous pas officier ? », commence à jouer avec lui au Kriegsspiel, un jeu de stratégie centré sur la guerre. Dumaine s'en sort bien et commence ainsi à se faire de mieux en mieux voir par la famille. La santé du général est aussi améliorée grâce à cette activité intellectuelle.
Pour Axelle, il la rencontre à la suite d'un petit incendie sans gravité. Tombant amoureux d'elle, il essaye d'en apprendre plus sur son passé à travers de nombreuses sources. Distante, elle ne s'ouvre à lui qu'après de nombreuses semaines, n'étant jamais pleinement épanouie. Malheureusement, deux nations ennemies les séparent ainsi que sa promesse de mariage avec Dietrich, toujours au front. Cet amour évolue toutefois à travers tout le roman. Pierre Benoit évite cependant toute description explicite, jouant avec l'implicite.
À travers les pages, la guerre reste le fil conducteur, le lecteur sachant pertinemment comment elle se termine. Si les Allemands croient à une victoire finale rapidement, les choses en voudront autrement. Ceci aura un impact jouant important sur l'histoire d'amour entre P. Dumaine et Axelle ainsi que sur l'état de santé physique et mental du général.
Au-delà de cette histoire d’amour, Axelle représente aussi le quotidien de prisonniers français durant la Première Guerre mondiale, de la désuétude en Allemagne ainsi que des sacrifices familiaux endurés. Il s'agit également d'un roman résolument pacifiste vantant l'entente franco-allemande.

## Adaptation cinématographique
- Surrender, film américain de William K. Howard sorti en 1931 ;